# Polochic
Polochic (Río Polochic) est une rivière de 240 kilomètres de long, à l'est du Guatemala. Elle coule d'est en ouest dans une profonde vallée le long de la faille active de Polochic et se jette dans le Lac Izabal à 15° 28′ 00″ N, 89° 22′ 00″ O. La rivière est navigable sur une distance de 30 km jusqu'à Panzós. Elle est utilisée pour le transport du café et du bois. Son delta dans le lac Izabal constitue la réserve naturelle des embouchures de Polochic. 